# Eupatrides
Eupatrides is een geslacht van rechtvleugeligen uit de familie Chorotypidae. De wetenschappelijke naam van dit geslacht is voor het eerst geldig gepubliceerd in 1898 door Brunner von Wattenwyl.

## Soorten
Het geslacht Eupatrides omvat de volgende soorten:
- Eupatrides bolivari Willemse, 1935
- Eupatrides brunneri Willemse, 1935
- Eupatrides curiosa Willemse, 1931
- Eupatrides cyclopterus Haan, 1842
- Eupatrides excelsus Brunner von Wattenwyl, 1898
- Eupatrides lobatus Bolívar, 1931
- Eupatrides signatus Willemse, 1935
- Eupatrides soelaensis Willemse, 1935